# Glycosmis
Glycosmis es un género con 102 especies de plantas  perteneciente a la familia Rutaceae.

## Especies seleccionadas
- Glycosmis africana
- Glycosmis aglaioides
- Glycosmis americana
- Glycosmis angularis
- Glycosmis angustifolia
- Glycosmis crassifolia Ridley
- Glycosmis decipiens, Stone
- Glycosmis longisepala, Stone
- Glycosmis monticola, Ridley
- Glycosmis perakensis, V.Naray.
- Glycosmis tomentella, Ridley